# Maria Klimczyk-Honkowicz
Maria Klimczyk-Honkowicz z domu Miśkowiec (ur. 4 grudnia 1910 w Tymbarku, zm. 21 sierpnia 1989) – polska nauczycielka, posłanka na Sejm PRL III kadencji.

## Życiorys
Uzyskała wykształcenie wyższe niepełne, z zawodu była nauczycielką. Pracowała na stanowisku dyrektora Uniwersytetu Ludowego Ziemi Krakowskiej w Wierzchosławicach, była wiceprzewodniczącą Rady Uniwersytetów Ludowych Związku Socjalistycznej Młodzieży Polskiej.
W 1961 uzyskała mandat posłanki na Sejm PRL w okręgu Tarnów. W trakcie kadencji zasiadała w Komisji Rolnictwa i Przemysłu Spożywczego.
Została pochowana na cmentarzu parafialnym w Sękowej.